# The Mass
The Mass är det tredje albumet från musikprojektet Era, utgivet 2003.

## Låtlista
1. The Mass (3'43)
2. Looking For Something (4'11)
3. Don't Go Away (4'26)
4. Don't You Forget  (3'43)
5. If You Shout (3'51)
6. Avemano Orchestral (4'23)
7. Enae Volare (3'37)
8. Sombre Day (3'43)
9. Voxifera (4'23)
10. The Champions (3'30)